# Araneus canestrinii
Araneus canestrinii är en spindelart som först beskrevs av Tord Tamerlan Teodor Thorell 1873.  Araneus canestrinii ingår i släktet Araneus och familjen hjulspindlar.
Artens utbredningsområde är Italien. Inga underarter finns listade i Catalogue of Life.